# Svjetski kup u hokeju na travi za žene 1998.
9. svjetski kup u športu hokeju na travi za žene se održao 1998. u Nizozemskoj, u Utrechtu.
Održano je skupa s muškim svjetskim kupom, prvi dvostruki turnir u povijesti svjetskih prvenstava u ovom športu.
Krovna organizacija za ovo natjecanje je bila Međunarodna federacija za hokej na travi.

## Mjesto održavanja
Natjecanje se održalo u Nizozemskoj, u Utrechtu, na stadionu FC Utrechta te na umjetnoj travi na stadionu Nieuw Galgenwaard.

## Sudionice
Sudjelovalo je dvanaest djevojčadi, pored domaćina Nizozemske, i izabrane djevojčadi iz Australije, JAR-a, Engleske, Argentine, Novog Zelanda, Njemačke, Kine, SAD-a, Škotske, J. Koreje i Indije.
Šest izabranih djevojčadi je sudjelovanje na ovom kupu izborilo na izlučnom turniru koji se odigrao godinu ranije u Zimbabveu, u Harareu. Te djevojčadi su bile: JAR, Novi Zeland, Škotska, Indija, Engleska i Kina.
U susretu završnice, Australke su pobijedile Nizozemke s 3:2.

## Konačna ljestvica
| Mj. | Djevojčad   |
| --- | ----------- |
| 1.  | Australija  |
| 2.  | Nizozemska  |
| 3.  | Njemačka    |
| 4.  | Argentina   |
| 5.  | J. Koreja   |
| 6.  | Novi Zeland |
| 7.  | JAR         |
| 8.  | SAD         |
| 9.  | Engleska    |
| 10. | Škotska     |
| 11. | Kina        |
| 12. | Indija      |

| Svjetske prvakinje 1998. |
| ------------------------ |
| Australija Drugi naslov  |